# Агостини, Карло
Карло Агостини (итал. Carlo Agostini; 22 апреля 1888, Сан-Мартино-ди-Лупари, королевство Италия — 28 декабря 1952, Венеция, Италия) — итальянский прелат. Епископ Падуи c 20 января 1932 по 5 февраля 1949. Патриарх Венеции и примас Далмации с 5 февраля 1949 по 28 декабря 1952.